# Florencia Lozano
Florencia Lozano, née le 16 décembre 1969 à Princeton, (New Jersey, États-Unis), est une actrice américano-argentine.
Elle joue notamment dans la série On ne vit qu'une fois où elle interprète le personnage de Téa Delgado.

## Biographie

### Jeunesse & débuts
Elle est née à Princeton au New Jersey. Sa famille vient d'Argentine, son père Eduardo est architecte et sa mère est professeur d'espagnol. Elle grandit à Newton (Massachusetts) et étudie à l'Université Cornell, elle obtient un bac en art. Elle s'installe à New York et étudie à l'Université de New York, elle obtient un master en Art.

### Carrière
Elle débute à la télévision en 1996, elle joue Téa Delgado dans le série On ne vit qu'une fois.   

## Filmographie
| Année | Titre                   | Rôle                   | Notes      |
| ----- | ----------------------- | ---------------------- | ---------- |
| 2005  | Bittersweet Place       | Wendy                  |            |
| 2007  | Dangereuse Séduction    | Lieutenant Tejada      |            |
| 2008  | Deception               | Réceptionniste Clancey |            |
| 2009  | 2B (en)                 | Vicky Borano           |            |
| 2009  | Veronika Decides to Die | Dr. Thompson           |            |
| 2009  | The Ministers           | Celeste Santana        |            |
| 2011  | Remember                | Elena                  | Short film |
| 2013  | Life of Crime           | Anjelica               |            |
| 2013  | 7E (film, 2013)         | Sadie                  |            |
| 2015  | Amok                    | Lois                   |            |
| 2016  | Amy Makes Three         | Eileen Hubble          |            |

| Année     | Titre                        | Rôle              | Notes                                            |
| --------- | ---------------------------- | ----------------- | ------------------------------------------------ |
| 1997–2013 | One Life to Live             | Téa Delgado       |                                                  |
| 2003      | New York, section criminelle | Octavia Ruiz      | saison 3, épisode 3                              |
| 2004      | The Jury                     | Dr. Callie Zebula | Episode: "Too Jung to Die"                       |
| 2007      | Gossip Girl                  | Eleanor Waldorf   | Episode: Pilot                                   |
| 2007      | New York, unité spéciale     | Lauren Molby      | saison 9, épisode 2                              |
| 2007      | New York, section criminelle | Theresa Quinn     | saison 7, épisode 1                              |
| 2008      | Lipstick Jungle              | Salesgirl         | Episode: "Chapter Three: Pink Poison"            |
| 2008      | Ugly Betty                   | Penelope Del Rios | Episode: Filing for the Enemy                    |
| 2010      | Royal Pains                  | Faith             | Episode: Keeping the Faith                       |
| 2010      | Blue Bloods                  | Sophia Calso      | Episode: "Privilege"                             |
| 2012      | General Hospital             | Téa Delgado       |                                                  |
| 2014      | The Mysteries of Laura       | Dr. Lens          | Episode: "The Mystery of the Fertility Fatality" |
| 2016      | Narcos                       | Claudia Messina   | Series regular                                   |
| 2017      | The Blacklist                | Doctor            | Episode: "Natalie Luca"                          |
| 2017      | Kevin Can Wait               | Wendy             | Episode: "Cooking Up a Storm"                    |

- 2022 : Respirer (Keep Breathing) (mini-série TV)